# Kurt Ettinger
Kurt E. Ettinger (19 novembre 1901 – Innsbruck, 6 gennaio 1982) è stato uno schermidore austriaco, vincitore di una medaglia d'argento e due di bronzo ai Campionati Internazionali di scherma.